# Caracanthus typicus
Caracanthus typicus är en fiskart som beskrevs av Krøyer, 1845. Caracanthus typicus ingår i släktet Caracanthus och familjen Caracanthidae. Inga underarter finns listade.